# 侯王宾宅院
侯王宾宅院，侯家大院，位于中国山西省晋中市平遥县平遥古城中心沙巷街14-20号（北段路东）。
侯王宾故居包括沙巷街14号（下院）、16号（上院）、18号（书房院）和20号（车马院）以及西郭家巷6号（花园）和西石头坡9号（祠堂），共六个宅院。上院、书房院和车马院，现为一得客栈。
这座宅院建于清乾隆年间，光绪年间由平遥天成车票号总号经理、“诰授直奉大夫晋封朝仪大夫光禄寺署正侯选”衔侯王宾（1820---1896）购入。
1994年12月28日，侯王宾宅院公布为平遥县文物保护单位。